# Abie's Irish Rose
Abie's Irish Rose est une pièce de théâtre écrite en 1922 par Anne Nichols. Cette comédie raconte l'histoire d'amour à New York entre une jeune catholique irlandaise et un jeune homme Juif. Très populaire, elle a été jouée à la radio, sur scène et adaptée deux fois sur le grand écran. En 1928 avec Charles 'Buddy' Rogers et Nancy Carroll sous la direction de Victor Fleming, puis en 1946 avec Joanne Dru et Richard Norris sous la direction de A. Edward Sutherland.

## Adaptations au cinéma
La pièce a donné lieu à deux adaptations au cinéma:
- Abie's Irish Rose film de Victor Fleming sorti en 1928.
- Abie's Irish Rose (en) film d'A. Edward Sutherland sorti en 1946.

## Décision judiciaire
Le film The Cohens and Kellys produit par Universal Pictures en 1926 présente des personnages qui ressemblent fortement à ceux de la pièce d'Anne Nichols.
Un arrêt de la cour d'appel Nichols v. Universal Pictures Corp. (en) a déterminé en 1930 que la notion de copyright ne s'appliquait pas aux caractéristiques des personnages d'une histoire, que ce soit un livre, une pièce ou un film.